# Barnhartia
Barnhartia es un género de plantas con flores perteneciente a la familia  Polygalaceae. Comprende una especies.

## Especies seleccionadas
- Barnhartia floribunda

- Datos: Q8242612
- Especies: Barnhartia